# 土浦日活劇場
土浦日活劇場（つちうらにっかつげきじょう）は、かつて存在した日本の映画館である。成立年代は不明であるが、歌舞伎を上演できる芝居小屋小野座（おのざ）として開業、大正時代初期（1910年代）にすでに茨城県新治郡土浦町（現在の同県土浦市）にあって、映画常設館に数えられている。1930年（昭和5年）までに中央劇場（ちゅうおうげきじょう）と名称を変え、第二次世界大戦後は小野座の名称に戻した。1978年（昭和53年）以降、土浦にっかつ（つちうらにっかつ）とした時期がある。土浦市内に最初に開業した映画館として知られる。

## 沿革
- 明治時代 - 芝居小屋小野座として開業
- 1910年代 - 映画館に業態変更[4][5]
- 1964年 - 日活と直営館契約を締結、土浦日活劇場と名称変更[1]
- 1978年9月 - 土浦にっかつと名称変更
- 1986年 - 閉館（休館）[15]
- 1988年4月 - 再度にっかつの直営館として復帰[16]、その後閉館[18][19]

## データ
- 所在地 : 茨城県新治郡土浦町東崎町[5] （小野座）
  - 現在の同県土浦市中央2丁目6番28号

北緯36度5分4.43秒 東経140度12分10.3秒 / 北緯36.0845639度 東経140.202861度
- 支配人 : 小野勝（小野座興業、1962年[14]）
- 経営 : 小野座興業[14] ⇒ 太陽企業（日活）[2] ⇒ にっかつ興業[16]
- 構造 : 木造二階建[14]
- 観客定員数 : 453名（1942年[10]・1943年[11]）、486名（1988年[17]）

## 概要
正確な成立年代は不明であるが、明治時代、茨城県新治郡土浦町東崎町（現在の同県土浦市中央2丁目6番28号）に芝居小屋小野座として開業、五代目市川小團次（1850年 - 1922年）、三代目市川市十郎（二代目市川眼玉、生年不詳 - 1920年）の出演記録が残っており、当初は歌舞伎が上演できる芝居小屋であった。大正初年には映画館に業態変更しており、1916年（大正5年）に発行された雑誌『キネマ・レコード』に掲載された全国の映画常設館リストによれば、水戸電気館等とともに、当時同町内では唯一、県内でも数少ない映画館として記録されている。
1917年（大正6年）4月13日には、憲政会の島田三郎による「政見発表演説会」が同館で開かれたという記録がある。のちの真鍋町（現在は土浦市）第10代町長、菊田禎一郎（1890年 - 1964年）が天谷丑之助、永井柳太郎の協力を得て設立した政治団体「惜春会」の発会式も、1923年（大正12年）9月20日、同館で開催されている。
1926年（大正15年）には、土浦駅近くに明治館（のちの土浦劇場、経営・小島定次郎、匂町3135番地、現在の桜町2丁目14番地20号）が映画館として開館、『日本映画事業総覧 昭和二年版』によれば、同館では帝国キネマ演芸および日活、明治館では松竹キネマおよびマキノ・プロダクションの作品を上映したという。当時の同館は水野好雄の個人経営であった。1927年（昭和2年）6月、同館のすぐ南側にあたる東崎町744番地（現在の中央2丁目4番16号）に新しく霞浦劇場が開館、1930年（昭和5年）に発行された『日本映画事業総覧 昭和五年版』によれば、同館はすでに中央劇場（経営・水野好雄）と改称、明治館も土浦劇場と改称しており、配給系統の地域での棲み分けも変化し、同館がマキノ・プロダクション、土浦劇場が松竹キネマおよび日活、霞浦劇場が帝国キネマ演芸の作品をそれぞれ上映していた。
1940年（昭和15年）11月3日、市制が敷かれ土浦町は土浦市になり、第二次世界大戦が始まる前までの同市内には、同館のほか、大都座（のちの土浦東映劇場、経営・小口信治、現在の中央2丁目3番7号）、土浦映画劇場（土浦劇場、経営・小島榮）、霞浦劇場（館主内村金三、興行主前田吟一郎）のほかに、土浦東宝映画劇場（仲町650番地、経営・渡邊福一）が開館して、合計5館になっていた。
戦後、同館はふたたび小野座に名称を戻した。同市内の映画館は、戦前からの同館、土浦劇場、霞浦劇場、銀映座（のちの土浦東映劇場）に加えて、1953年（昭和28年）10月に荒川沖映画劇場（荒川沖684番地）があらたに開館したほか、1954年（昭和29年）までには土浦大映劇場（のちのテアトル土浦、朝日町、現在の桜町3丁目4番4号）、その後に祇園会館（現在の土浦セントラルシネマズ、川口町、現在の川口1丁目11番5号）ができて、1960年（昭和35年）までに7館を数えた。このころの同館の経営は小野座興業、支配人は小野勝であった。
1964年（昭和39年）、日活と直営館契約を締結、土浦日活劇場と名称変更、同館の経営権は小野座興業から日活の興行子会社の太陽企業に移った。このころの市内の映画館は同館、土浦劇場、霞浦劇場、銀映座（土浦東映劇場）、土浦大映劇場（テアトル土浦）、祇園セントラル映画劇場（土浦セントラルシネマズ）の6館であった。
1971年（昭和46年）11月、日活による「日活ロマンポルノ」（のちの「にっかつロマンポルノ」）への製作・配給転換にともない、同館は成人映画館になる。1978年（昭和53年）9月、日活株式会社が「株式会社にっかつ」と商号変更したのにともない、同館も土浦にっかつと名称を変更した。1980年代半ばにはヒット作も乏しくなり、1986年（昭和61年）、にっかつの経営不振により他のにっかつ直営4館とともに閉館（休館）した。2年ほどの休館を経て、「にっかつロマンポルノ」終焉後の1988年（昭和63年）4月、再度、にっかつが同館を直営館に編入したが、同年中には閉館した。
同地は更地にされ、2018年（平成30年）現在、同館跡地の現況は駐車場である。